# Challenger de Numea 2010
El torneo Internationaux de Nouvelle-Calédonie 2010 fue un torneo profesional de tenis. Perteneció al ATP Challenger Series 2010. Se disputó su 7.ª edición sobre superficie dura, en Numea, Nueva Caledonia, Francia entre el 3 y el 10 de enero de 2011.

## Campeones

### Individual Masculino
- Florian Mayer derrotó en la final a  Flavio Cipolla, 6-3, 6-0.

### Dobles Masculino
- Nicolas Devilder /  Édouard Roger-Vasselin derrotaron en la final a  Flavio Cipolla /  Simone Vagnozzi, 5-7, 6-2, [10-8].